# آيلانديا
آيلانديا (بالإنجليزية: Islandia)‏ هي مدينة أمريكية تقع في ولاية فلوريدا. تبلغ مساحة هذه المدينة 171.9 (كم²)،ويبلغ عدد سكانها 18 نسمة حسب إحصاء سنة 2010 م 18.تشير إحصاءات سنة 2000م بأن الكثافة السكانية في هذه المدينة تقدر بـ(auto) نسمة/كم2 

## الموقع الجغرافي
الموقع الجغرافي للمناطق المحيطة بهذه النقطة هو كالتالي: